# Prva makedonska fudbalska liga 2010-2011
L'edizione 2010-2011 della Prva makedonska fudbalska liga è la 19ª edizione della manifestazione. Ebbe inizio il 31 luglio 2010 e si concluse nel maggio 2011. Vide la vittoria finale dello Škendija, che si aggiudicò il titolo nazionale per la prima volta.

## Squadre partecipanti
| Squadra             | Città     | Stadio              | Classifica 2009-2010  |
| ------------------- | --------- | ------------------- | --------------------- |
| FK Bregalnica       | Štip      | City Stadium Štip   |                       |
| FK Metalurg         | Skopje    | Železarnica Stadium | 3º posto              |
| FK Napredok         | Kičevo    | City Stadium Kičevo |                       |
| Pelister            | Bitola    | Tumbe Kafe Stadium  | 4º posto              |
| FK Rabotnički       | Skopje    | Arena Philip II     | 2º posto              |
| FK Renova           | Džepčište | City Stadium Tetovo | Campione di Macedonia |
| FK Sileks           | Kratovo   | Sileks Stadium      | 5º posto              |
| FK Skopje           | Skopje    | Avtokomanda Stadium |                       |
| FK Škendija 79      | Tetovo    | City Stadium Tetovo |                       |
| FK Teteks           | Tetovo    | City Stadium Tetovo | 7º posto              |
| FK Horizont Turnovo | Turnovo   | Kukuš Stadium       | 8º posto              |
| FK Vardar           | Skopje    | Arena Philip II     | 6º posto              |

## Classifica finale
|  |     | Classifica 2010-2011 | Pt | G  | V  | N  | P  | GF | GS | DR  |
|  | --- | -------------------- | -- | -- | -- | -- | -- | -- | -- | --- |
|  | 1.  | Škendija             | 72 | 33 | 21 | 9  | 3  | 65 | 23 | +42 |
|  | 2.  | Metalurg Skopje      | 61 | 33 | 17 | 10 | 6  | 48 | 24 | +24 |
|  | 3.  | Renova               | 60 | 33 | 17 | 9  | 7  | 54 | 31 | +23 |
|  | 4.  | Rabotnički           | 55 | 33 | 15 | 10 | 8  | 53 | 31 | +22 |
|  | 5.  | Sileks Kratovo       | 47 | 33 | 13 | 8  | 12 | 39 | 38 | +1  |
|  | 6.  | Turnovo              | 45 | 33 | 13 | 6  | 14 | 35 | 35 | 0   |
|  | 7.  | Teteks               | 44 | 33 | 12 | 8  | 13 | 38 | 36 | +2  |
|  | 8.  | Bregalnica Štip      | 41 | 33 | 12 | 5  | 16 | 33 | 49 | -16 |
|  | 9.  | Skopje               | 37 | 33 | 9  | 10 | 14 | 36 | 39 | -3  |
|  | 10. | Napredok             | 37 | 33 | 10 | 7  | 16 | 30 | 48 | -18 |
|  | 11. | Vardar               | 29 | 33 | 9  | 5  | 19 | 24 | 44 | -20 |
|  | 12. | Pelister             | 18 | 33 | 5  | 3  | 25 | 25 | 82 | -57 |

## Risultati
Il calendario prevede tre turni. Durante i primi due turni, ogni squadra gioca con tutte le altre squadre in casa ed in trasferta, per un totale di 22 partite. Gli scontri del terzo turno saranno determinati in base alla classifica al termine dei primi due turni, ed ogni squadra giocherà per una terza volta contro tutte le altre, portando a 33 gli incontri totali per squadra.

## Play-off retrocessione
Si affrontano la 9. e la 10.
Chi vince resta nella Prva Liga macedone
 Skopje 1 - 4  Miravci
 Napredok 2 - 0  Tikveš